# Disney by Glénat
Disney by Glénat est une collection créée par l'éditeur grenoblois Glénat en 2016 sous licence de Disney Publishing Worldwide, dont l'objet est de proposer à des auteurs de la bande dessinée franco-belge de réaliser des récits inédits mettant en vedette le personnage emblématique de l'univers créé par Walt Disney, Mickey Mouse.

## Historique
Les Éditions Glénat sont détentrices depuis quelques années d'une licence leur permettant d'exploiter le fonds éditorial de The Walt Disney Company et elles ont ainsi entrepris de publier des intégrales consacrées aux personnages de Mickey Mouse, Donald Duck et Picsou. Étant ainsi un interlocuteur valable auprès des Américains, Glénat a pu leur proposer que de grands auteurs de bande dessinée franco-belge reprennent le personnage de Mickey. Les Américains ont été séduits par l’audace de cette proposition inédite, par la perspective de voir Mickey sortir un peu de ses aventures traditionnelles et Glénat a obtenu rapidement un accord de principe. Bien que cela ait été compliqué à mettre en place pour le petit éditeur grenoblois peu habitué à travailler avec une multinationale comme Disney, la collaboration s'est déroulée sans accrocs, les Américains se montrant ouverts et faisant une confiance totale au projet, pourvu que celui-ci respectât la « bible » Disney (pas d’armes, pas d’expression de violence et pas de sexe). De très nombreux auteurs ont manifesté leur désir de collaborer à cette collection, dont les albums devraient être traduits dans de nombreux pays.

## Albums de la collection
La collection comprend les albums suivants :
- 1 Mickey's Craziest Adventures, Glénat,  (ISBN 978-2-344-01274-1), 2016
Scénario : Lewis Trondheim - Dessin : Nicolas Keramidas - Couleurs : Brigitte Findakly
- 2 Une mystérieuse mélodie, ou comment Mickey rencontra Minnie, Glénat,  (ISBN 978-2-344-01426-4), 2016
Scénario, dessin et couleurs : Cosey
- 3 La Jeunesse de Mickey, Glénat,  (ISBN 123456789X), 2016
Scénario, dessin et couleurs : Tébo
- 4 Café « Zombo », Glénat,  (ISBN 978-2-344-01427-1), 2016
Scénario et dessin : Régis Loisel - Couleurs : François Lapierre et Régis Loisel
- 5 Mickey et l'Océan perdu, Glénat,  (ISBN 978-2-344-02505-5), 2018
Scénario : Denis-Pierre Filippi - Dessin et couleurs : Silvio Camboni
- 6 Donald's Happiest Adventures, Glénat,  (ISBN 978-2-3440-2478-2), 2018
Scénario : Lewis Trondheim - Dessin et couleurs : Nicolas Keramidas
- 7 Mickey à travers les siècles, Glénat,  (ISBN 978-2-344-02383-9), 2018
Scénario :  Dab's - Dessin : Fabrizio Petrossi - Couleurs : Merete Jepsen
- 8 Horrifikland, Glénat,  (ISBN 978-2-344-02463-8), 2019
Scénario : Lewis Trondheim - Dessin et couleurs : Alexis Nesme
- 9 Mickey All Stars, Glénat,  (ISBN 978-2-344-03497-2), 2019
Scénario, dessin et couleurs : Multiples
- 10 Super Mickey, Glénat,  (ISBN 978-2-344-03476-7), 2019
Scénario, dessin et couleurs : Pieter De Poortere
- 11 Minnie et le Secret de tante Miranda, Glénat,  (ISBN 978-2-344-03761-4), 2019
Scénario, dessin et couleurs : Cosey
- 12 Mickey & la Terre des anciens, Glénat,  (ISBN 978-2-344-03831-4), 2020
Scénario : Denis-Pierre Filippi - Dessin : Silvio Camboni - Couleurs : Sara Spano
- 13 Les Vacances de Donald, Glénat,  (ISBN 978-2-344-04837-5), 2021
Scénario : Frédéric Brémaud - Dessin : Federico Bertolucci - Couleurs : Federico Bertolucci
- 14 Mickey et les Mille Pat, Glénat,  (ISBN 978-2-344-02961-9), 2021
Scénario : Jean-Luc Cornette - Dessin : Thierry Martin
- 15 Terror Island, Glénat,  (ISBN 978-2-344-05110-8), 2022
Scénario, dessin et couleurs : Alexis Nesme
- 16 Picsou, le dragon de Glasgow, Glénat,  (ISBN 978-2-344-05112-2), 2022
Scénario : Joris Chamblain - Dessin : Fabrizio Petrossi
- 17 Mickey et l'Alliance maléfique, Glénat,  (ISBN 978-2-344-05644-8), 2024
Scénario : Nicolas Pothier - Dessin : Johan Pilet
- 18 Un travail pour Fantomiald, Glénat,  (ISBN 978-2-344-04445-2), 2024
Scénario : Nicolas Pothier - Dessin : Batem

## Récompenses
- Foire du livre de jeunesse de Bologne 2017 : "DPW Excellence Award" de la meilleure innovation pour les éditions Glénat[3]